# Фоно, Альберт
Альберт Фоно (2 июля 1881 Будапешт, Австро-Венгрия, 21 ноября 1972 Будапешт, Венгрия) — венгерский физик, инженер, который в 1928 году изобрёл турбореактивный и прямоточный воздушно-реактивных двигатели.

## Биография
В 1903 году Фоно окончил Королевский технический университет имени Иосифа. Прежде, чем получить степень кандидата наук, он много путешествовал набираясь опыта и работая на немецких, бельгийских, французских и швейцарских предприятиях.
В основном он специализировался в области энергетики. На его счету 46 патентов и 20 исследований, среди которых шахтные парогенераторы и воздушные компрессоры. В 1915 году он разработал способ, позволяющий увеличить дальность стрельбы артиллерии сделав снаряд реактивным. Это позволяло вести стрельбу на дальние расстояния тяжёлыми боеприпасами из сравнительно лёгких орудий благодаря низкой начальной скорости снаряда. Свою идею Фоно предложил войскам Австро-Венгрии, но там его предложение было отклонено.
После Первой Мировой войны Фоно вернулся к исследованиям в области реактивного движения. В мае 1928 года он дал описание «воздушно-струйному двигателю» (ныне называется прямоточный воздушно-реактивный двигатель). Согласно данному описанию самолёты, оснащённые такого рода двигателями, способны развивать сверхзвуковую скорость. В конце концов в 1932 году он получил патент на своё изобретение (№ патента 554,906, 1932-11-02).
С 1954 года он являлся член-корреспондентом Венгерской Академии Наук, а в 1956 году стал лауреатом Премии Кошшута (за выдающиеся заслуги в области культуры и искусства). В 1968 году он стал член-корреспондентом Международной академии астронавтики.
В честь Альберта Фоно Венгерским обществом астронавтики была учреждена Премия Фоно.